# Новаторство
Нова́торство — вияв ініціативи, творення нового у науці, мистецтві, виробництві, управлінні тощо.
Психологія вивчає новаторство як специфічний вид діяльності, в ході якого досягається вихід за межі наявного, творення нових зразків матеріальної і духовної культури. Виникнення замислу, суперечливий процес творення нового, апробація його, впровадження і масовізація, психічні феномени, які діють при цьому, — усе це є об'єктом вивчення психології творчої діяльності.